# Carolina Torres
Carolina Torres (ur. 16 marca 1979 w Temuco) – chilijska lekkoatletka, tyczkarka.

## Osiągnięcia
- srebrny medal igrzysk panamerykańskich (Santo Domingo 2003)
- medale mistrzostw Ameryki Południowej

W 2004 reprezentowała Chile podczas igrzysk olimpijskich w Atenach. 34. lokata w eliminacjach nie dała jej awansu do finału.

## Rekordy życiowe
- skok o tyczce (stadion) - 4,30 (2003) rekord Chile
- skok o tyczce (hala) - 4,10 (2003 & 2008) rekord Chile